# Chân chim Phan Rang
Chân chim Phan Rang (danh pháp Brassaiopsis phanrangensis) là một loài thực vật có hoa trong Họ Cuồng cuồng. Loài này được C.B.Shang mô tả khoa học đầu tiên năm 1997.